# Ambavia
Ambavia es un género de plantas fanerógamas con dos especies perteneciente a la familia de las anonáceas. Son nativas de Madagascar.

## Taxonomía
El género fue descrito por  Annick Le Thomas y publicado en Comptes Rendus des Seances de l'Academie des Sciences, Serie 3, Sciences Naturelles 274: 1655. 1972.  La especie tipo es: Ambavia capuronii

## Especies
- Ambavia capuronii
- Ambavia gerrardii